# Batalla de Los Colorados (1861)
La Batalla de Los Colorados fue una batalla de la Guerra Federal ocurrida el 7 de junio de 1861 cerca de Villa de Cura entre las fuerzas conservadoras de José Antonio Páez y el Ejército Federal de Aragua que mandaba el general Ramón Pérez. Páez derrotó a los federales y estos se retiraron.